# جورج د. لامونت
جورج د. لامونت (بالإنجليزية: George D. Lamont)‏ هو قاضي ومحامي وسياسي أمريكي، ولد في 24 يناير 1819، وتوفي في 15 يناير 1876. حزبياً، نشط في الحزب الجمهوري. وقد انتخب عضو مجلس ولاية نيويورك.